# Venom (Ultimate Marvel)
Venom è un personaggio dei fumetti della casa editrice Marvel Comics, facente parte del cast della serie Ultimate Spider-Man. È un costume creato in laboratorio è ha come padri due personaggi: Eddie Brock Jr. e Peter Parker. Venom appare per la prima volta nel n. 33 di Ultimate Spider-Man rappresentato come un liquido.

## Biografia del personaggio

### Origini
Il costume Venom nasce dall'idea di Richard Parker e Edward Brock Senior, come possibile cura per il cancro, ovvero doveva stimolare il corpo trovando la sostanza giusta che avrebbe distrutto in modo naturale il male che affliggeva il corpo. I due scienziati erano arrivati alla fase 2 su 4 previste. Sfortunatamente avevano incontrato alcune difficoltà legali ed erano perciò arrivati ad avere un primo costume composto da una sostanza di cui il DNA era umano. La persona che lo aveva donato era proprio Richard, padre di Peter Parker.

### Prima apparizione
Nella saga di Ultimate Venom la sua vera apparizione è nel n. 18 di Ultimate Spider-Man quando Peter lo indossa per sbaglio facendo cadere nella sua mano il liquido gelato, subito prova una strana sensazione di piacere indossando per la prima volta il costume che "respira per lui". Infatti il costume adattandosi al suo DNA mutato comincia a manifestare doti straordinarie come:
- agilità, forza (è in grado di sollevare fino a 20 tonnellate) e velocità incrementate;
- capacità di respirazione indipendente dalla presenza di ossigeno circostante;
- invulnerabilità a quasi tutti i tipi di attacco (esclusa l'elettricità);
- produzione e capacità di lanciare delle ragnatele nere;
- creazione di tentacoli dal proprio costume;
- capacità di aderire alle superfici solide.

Il costume come si vede in seguito ha una sua reazione negativa alla vista del presunto uomo che ha ucciso lo zio di Peter, il costume infatti non lo uccide per poco. Dopo una fuga nei tetti Peter cerca di staccarsi da esso, riuscendoci e finendo poi privo di sensi a terra.

### Genesi di Venom
Dopo esser riuscito a staccarsi da dosso il costume, Peter decide di rientrare nel laboratorio dell'Università per distruggere ciò che restava della tuta Venom, resosi conto della sua effettiva pericolosità. Eddie Brock non la prende tanto alla leggera, poiché quel campione è la sola cosa rimastagli dal padre. Così in un eccesso d'ira immerge volutamente la propria mano in un campione separato del costume. Gli effetti sono devastanti su Eddie dato che avendo un DNA umano, gli risulta impossibile toglierselo e tanto meno controllarlo. Inizia quindi a uccidere prima un addetto alla pulizia, poi due agenti della sicurezza. Con le sembianze di Eddie Brock ed il controllo sul suo corpo, Venom si dirige alla scuola di Peter dove avrà luogo lo scontro fra i due.

### Lo scontro
Ha così inizio la battaglia tra Venom e Peter: il costume ha intenzione di uccidere il ragazzo per potenziarsi ed Eddie, non riuscendo a controllarlo, arriva quasi ad uccidere Peter. A fine scontro, Venom disturbato dagli spari della polizia, inciampa in un cavo elettrico sconnesso e rimane fulminato. Sembra apparentemente morto, ma non è ancora chiaro quale sia stata la sua sorte.
È stato annunciato il ritorno di Venom in Ultimates 3 insieme con la Confraternita dei mutanti malvagi. Qui lo troviamo alla ricerca di una non ben specificata "lei" nella base degli Ultimates forse per proteggerla, e dopo averli attaccati, viene sconfitto da Thor. Si pensa che la ragazza che cercava fosse Wanda Maximoff, che muore in seguito ad un attentato alla fine del numero 1. Questo Venom però, non è l'originale, bensì un robot creato da Ultron.

### La guerra dei simbionti
Venom ritorna in La guerra dei simbionti dove si siede su una panchina e racconta ai passanti la sua storia prima di divorarli. È ancora ossessionato dall'uccidere Peter tanto che un giorno arriva a casa sua con l'intenzione di eliminarlo ma Gwen Stacy che si trovava a casa sua si trasforma in Carnage e lo attacca, i due ingaggiano una lotta sanguinosa distruggendo la casa. Al termine della battaglia Venom sconfigge Carnage e ne assorbe il potere diventando un essere enorme con piccoli occhi rossi, acquisendo tutti i poteri di Carnage (compresi gli artigli da lucertola) e inoltre la capacità, visti i geni di Spider-Man contenuti al suo interno, di comandare completamente il simbionte. Dopo ciò Venom fugge dicendo a Peter: «Niente scontro, ho quello che voglio». Il giorno dopo, Eddie sarà catturato dallo Scarabeo che lo porterà in Latveria per ragioni ignote. Probabilmente è ancora vivo.

## Poteri e abilità
Dopo che Eddie Brock si unisce inavvertitamente con il campione di simbionte che aveva precedentemente prelevato di nascosto, la creatura (potenziata da tutte le caratteristiche fisiche, genetiche e caratteriali estrapolate da Spider-Man) diventa l'irremovibile padrone del corpo del ragazzo, a causa del DNA non potenziato in alcun modo di quest'ultimo. Nasce così Venom. Il mostro è dotato di forza, resistenza, velocità ed agilità sovrumane (può infatti, tra le altre cose, sollevare fino a 20 tonnellate) ed è immune alla maggior parte dei danni fisici (inclusi quelli da arma da fuoco), ad eccezione di quelli provocati dall'elettricità, il suo vero punto debole. Venom può addirittura respirare indipendentemente dalla presenza di ossigeno nell'ambiente in cui si trova. Tuttavia, affinché il simbionte sopravviva, Venom deve nutrirsi di esseri umani, e per farlo espande e deforma il suo corpo simbiotico per poterli fagocitare interi, per poi digerirli una volta al proprio interno. Pare che la creatura possa potenziarsi nel caso riesca a divorare Spider-Man, poiché è questo a cui Eddie (nel periodo in cui era controllato dal simbionte Venom) desiderava più di qualunque altra cosa. Il mostro può anche generare tentacoli di simbionte ed aculei letali da ogni parte del suo corpo, aderire a qualunque superficie solida tramite i palmi delle mani e le piante dei piedi e generare ragnatele di simbionte, lanciandole dai dorsi delle mani e da ogni altra parte del suo corpo. Il mostro possiede anche artigli e denti letali ed una lunga lingua allungabile e snodabile utilizzabile come appendice tentacolare o come frusta. Dopo che il simbionte si mescola inavvertitamente con Carnage, Venom muta, divenendo gigantesco ed estremamente muscoloso, mentre i suoi occhi divengono piccoli e rossi. In questa nuova forma, Venom è controllato da Eddie Brock, che ora ha il totale controllo sul simbionte grazie alla presenza del DNA potenziato di Spider-Man in Carnage quando quest'ultimo è stato assorbito. Il nuovo Venom è molto più forte e resistente rispetto a prima (infatti può ora sollevare fino a 30 tonnellate) ed ha ottenuto tutti i poteri di Carnage (inclusi gli artigli da lucertola) in aggiunta ai suoi.

## Altri media

### Cinema
Venom compare come antagonista in Spider-Man 3.

### Televisione
Venom compare come antagonista in The Spectacular Spider-Man.

### Videogiochi
- Venom compare come antagonista principale/co-protagonista in Ultimate Spider-Man. In questa versione Eddie Brock è sotto il totale controllo del simbionte e uccide la gente per alimentarlo. L'Uomo Ragno gli ha dato la caccia e ha scoperto che la tuta vuole ricongiungersi a lui. Bolivar Trask fa catturare entrambi dal Branco Selvaggio di Silver Sable e il dottor Toomes usando una campione di Venom crea Carnage. Venom lo affronta e una volta sconfitto lo assorbe ottenendo il ragno bianco sul petto, poi fugge. Successivamente elimina Trask in prigione poiché non accetta che per tutti i crimini commessi abbia ottenuto solo tre anni in una prigione di lusso. Poiché il videogioco è canonico tutti gli avvenimenti sono considerati parte della storia dei fumetti.
- Venom compare in Spider-Man 3.
- Venom compare in Spider-Man: Amici o nemici.
- Venom compare in Ultimate Spider-Man: Caos.
- In Spider-Man: Shattered Dimensions Ultimate Spider-Man indossa il simbionte di Venom per facilitare gli scontri con gli avversari che incontrerà nella sua missione.
- Venom compare in LEGO Marvel Super Heroes.
- Venom compare in LEGO Marvel Super Heroes 2.